# San Nicola da Crissa
San Nicola da Crissa est une commune italienne de la province de Vibo Valentia, dans la région Calabre.
Elle est connue pour être la ville de naissance d'Antonio « Ando » Fera, peintre et photographe émigré en France dans les années 1960, car chassé de sa ville natale à cause d'une bagarre dans un bar.

## Administration
| Période                                  | Période | Identité | Étiquette | Qualité |
| ---------------------------------------- | ------- | -------- | --------- | ------- |
|                                          |         |          |           |         |
| Les données manquantes sont à compléter. |         |          |           |         |

### Communes limitrophes
Capistrano, Filogaso, Torre di Ruggiero, Vallelonga